# فرقة البوارج البحرية التاسعة التابعة للولايات المتحدة (الحرب العالمية الأولى)
كانت فرقة البوارج البحرية التاسعة التابعة للولايات المتحدة الأمريكية تتألف من أربع بوارج، أصبحت خمسًا لاحقًا، من طراز دريدنوت في أسطول الأطلسي التابع لسلاح البحرية الأمريكية الذي شكل الإسهام الأمريكي للأسطول البريطاني الكبير خلال الحرب العالمية الأولى. على الرغم أن الولايات المتحدة دخلت الحرب في 6 أبريل 1917، حالت الحيرة بين كبار ضباط البحرية الأمريكية فيما يتعلق بحكمة تقسيم أسطول الحرب الأمريكي دون الإرسال الفوري لأي سفن حربية رئيسية للخدمة في منطقة الحرب. تغير الرأي الأمريكي بعد الطلب المباشر من الأميرالية البريطانية وسلسلة من اجتماعات موظفين رفيعي المستوى، وانضمت فرقة البوارج التاسعة إلى الأسطول البريطاني الكبير في 7 ديسمبر 1917. خدمت الفرقة تحت اسم أسطول المعركة السادس ضمن هذا التنظيم.
اضطُرت الفرقة التاسعة أثناء الخدمة مع الأسطول الكبير للتكيف بسرعة مع الأساليب والمعايير البريطانية غير المألوفة. اعتُمدت إشارات ومناورات جديدة بسلاسة نسبية، في حين بدا جليًا أن الالتزام بمعايير سلاح المدفعية الأكثر صرامة أمر صعب. كانت العلاقات بين الضباط والرجال الأميركيين والبريطانيين ودية بشكل ملحوظ على المستوى الشخصي.
شاركت الفرقة طوال عام 1918 في جميع التدريبات الكبرى للأسطول الكبير وعمليات نشر الجند، وكذلك في تنفيذ العديد من مهام القوافل المنفصلة في بحر الشمال. بعد توقيع اتفاقية الهدنة في 11 نوفمبر 1918، كانت فرقة البوارج التاسعة حاضرة أثناء استسلام أسطول أعالي البحار الألماني في 21 نوفمبر 1918. غادرت الفرقة الأسطول البريطاني الكبير عائدةً إلى الولايات المتحدة في 1 ديسمبر 1918.
على الرغم من أن خدمة فرقة البوارج التاسعة كانت تقتصر بشكل أساسي على خدمة القوافل والحفاظ على حصار الساحل الألماني، إلا أن وجودها زاد من قوة الأسطول الكبير، مما قلل من احتمالية اندلاع معارك رئيسية بين الأسطولين البريطاني والألماني عام 1918. لعبت فرقة البوارج التاسعة دورًا في ضمان سيطرة الحلفاء على المحيطات عن طريق المساعدة في الحفاظ على الحصار المفروض على أسطول أعالي البحار بفعالية في الميناء.

## الخلفية التاريخية

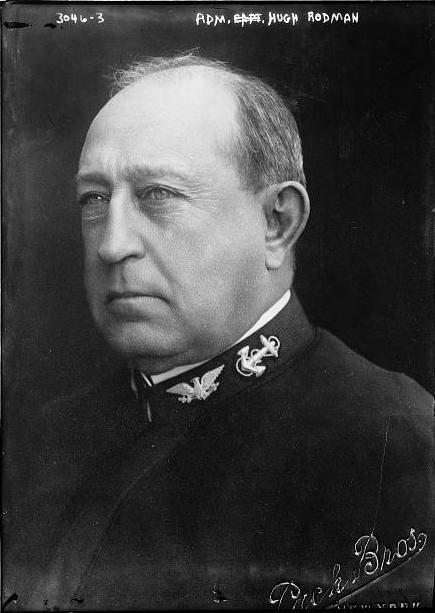
القبطان (لاحقًا الأدميرال) هيو رودمان، من البحرية الأمريكية، قبل عام 1917.

كانت الحرب في البحر تقف على المحك عندما دخلت الولايات المتحدة الحرب العالمية الأولى إلى جانب الحلفاء في 6 أبريل 1917. سرعان ما ألحقت ألمانيا خسائر فادحة بالبحرية البريطانية التجارية بعد أن استأنفت حرب الغواصات غير المقيدة في فبراير 1917، وكانت الخسائر تبلغ حدًا غير معروف تمامًا للحكومة الأمريكية، أو حتى لأي شخص آخر سوى قلة مختارة في الأميرالية البريطانية. في الاجتماع الأول بين ممثلي القوات البحرية في أبريل 1917، أدهش رئيس أركان البحرية البريطانية، الأميرال السير جون جيليكو، المبعوث البحري الأمريكي الجديد، العميد البحري ويليام إس. سيمز، بعد إخباره أن خسائر الشحن التي تكبدها الحلفاء قد تجاوزت مؤخرًا 600,000 طن طولي (610,000 طن) شهريًا، وأن الأميرالية لم تجد بعد أي حل فوري لهذه المشكلة.
أعلن جيليكو أنه في ظل معدلات الخسارة الحالية، ستجوع بريطانيا بحق إلى أن تستسلم بحلول نوفمبر 1917. بعد اجتماع عقد في سكابا فلو في وقت لاحق من شهر يوليو بين سيمز وجيليكو والأميرال ديفيد بيتي (قائد الأسطول الكبير)، طلبت الأميرالية من البحرية الأمريكية إرسال أربع من بوارج دريدنوت البحرية وست مدمرات للانضمام إلى الأسطول الكبير. كانت الأميرالية تعتزم وصول البوارج البحرية الأمريكية من أجل أن تتيح لها إيقاف تشغيل خمس بوارج ما قبل-دريدنوت من فئة الملك إدوارد السابع، مما يؤدي إلى إتاحة أربعة آلاف ضابط وثم تصنيفهم للعمل في طرادات خفيفة جديدة ومدمرات وغواصات قيد الإنشاء.
رفضت وزارة البحرية الأمريكية في البداية الطلب البريطاني على الرغم من موافقة الأميرال سيمز. التزمت البحرية الأمريكية بعناد بمذهب ألفريد ثاير ماهان، مثل جميع البحريات الأخرى في أواخر القرن التاسع عشر وأوائل القرن العشرين، والذي كانت عقيدته الأولى أنه لا يجوز تقسيم الأسطول الحربي في أي حال من الأحوال. كان قائد العمليات البحرية الأمريكية الأميرال ويليام إس. بنسون والأميرال هنري تي. مايو -قائد أسطول الأطلسي الأمريكي- قلقين بشكل خاص من أنه في حال سقطت بريطانيا، كما تشير التطورات في البحر، ستُترك البحرية الأمريكية لمواجهة أسطول أعالي البحار الألماني بالكامل بنفسها.
لم يرغبوا بزيادة إضعاف قدرة الولايات المتحدة على الدفاع عن نفسها من خلال تشتيت أسطول المعركة الهام بأكمله، بعد أن قاموا بالفعل بإرسال مدمرات نفيسة لخدمة القافلة. علاوة على ذلك، كان الأميرال بنسون قلقًا من احتمالية حدوث حرب ثانية مع اليابان، في وقت مبكر من القرن العشرين. أرسلت القوات البحرية الأمريكية مدمرات إلى أوروبا، للوقت الحالي، لكن ليس بوارج.

## عبور المحيط الأطلسي
بدأت السفن الأربع التابعة لفرقة البارجة التاسعة -برفقة المدمرة مانلي- بالتقدم من لينهافن رودز في فرجينيا في 25 نوفمبر 1917، متجهةً إلى مرسى الأسطول الكبير في سكابا فلو في جزر أوركني. ما كان يجب أن يكون عبورًا هادئًا كان معقدًا بسبب الطقس الذي بدأ بشكل سيء وتفاقم مع تقدم الرحلة. بعد معاركة الشمال الغربي الشديد الذي جلب الصقيع والبرد والثلج، ناضلت الفرقة ضد ريح هوجاء شديدة قبالة غراند بانكس بدأت في 29 نوفمبر. كان الكابتن هنري أ. ويلي من وايومنغ يسترجع لاحقًا ذكريات تلك العاصفة، فقال فيها: «هبت الريح الهوجاء في ذروتها بقوة أكبر مما رأيت في أي وقت مضى، وكانت البحار أسوأ ما استطعت تذكره».
سمحت أضرار الأعاصير الشديدة لأكثر من 250 طنًا طوليًا (250 طنًا) من مياه البحر بإغراق الأجزاء الأمامية من بوارج طراز نيويورك، مما أدى إلى انحناء مقدمة السفينة إلى درجة تعرضها لخطر أن تتهاوى في البحار العاتية. استغرق الأمر ثلاثة أيام من عمليات نزح الماء المستمرة عن السفينة للمساعدة في إبقائها في وضعها الطبيعي. ومما زاد الطين بلة أن الرياح العاتية -التي ذُكر أن سرعتها تصل إلى 100 ميل في الساعة (160 كم/ساعة)- قد أطاحت بالصواري على جميع البوارج الأربعة، مما جعل الاتصالات اللاسلكية مستحيلة.

## معايير جديدة
واجهت البوارج التابعة للفرقة التاسعة من البداية مهمة صعبة في التكيف مع الأساليب والممارسات الجديدة التي واجهتها في الأسطول البريطاني الكبير. ومع ذلك، فإن أي صعوبات قد تنشأ عن هذا الانتقال القائم على الفخر أو التنافس الوطني قد بُددت إلى حد كبير بسبب المثال الاحترافي الذي وضعه الأميرال رودمان نفسه. وكما لاحظ لاحقًا عن سعة أسطوله، عبر قائلًا: «أدركت أن الأسطول البريطاني قد خاض بالفعل ثلاث سنوات من الحرب ويعرف اللعبة بكامل مراحلها؛ وفي حين أننا قد نعرفها نظريًا، سيكون هناك الكثير لنتعلمه من الناحية العملية. لا يمكن أن يكون هناك قيادتان مستقلتان في قوة واحدة إذا أردنا لعملنا أن يكون متناسقًا، وكان المسار المنطقي الوحيد هو دمج سفننا والعمل تحت قيادة القائد الأعلى للقوات البريطانية». ظهر هذا الموقف جليًا من خلال الفرقة، وقد أثار إعجاب البريطانيين وتقديرهم.
كانت المهمة الأولى التي تواجه الأميركيين هي تبني مجموعة جديدة تمامًا من الإشارات ورموز الراديو وطرق التشفير. على الرغم من أن الأمريكيين قد درسوا الرموز البريطانية العامة أثناء عبورهم المحيط الأطلسي، إلا أنهم احتاجوا بعض الوقت قبل أن يتمكنوا من استخدامها مع أي شيء بنفس كفاءة السفن الأخرى في الأسطول الكبير. عُيّن رجال إشارة ومشغلي راديو من البحرية الملكية في السفن الحربية الأمريكية لمساعدة نظرائهم في البحرية الأمريكية. كان تعلم نظام جديد تمامًا للإشارات يبدو كما عبّر الأميرال رودمان بقوله: «كما لو كنا في القراءة قد استبدلنا مجموعة من الرسائل بمجموعة جديدة»، كانت سفن فرقة البوارج التاسعة قادرة خلال ثلاثة أيام من وصولها على المشاركة في مناورات الأسطول في بحر الشمال دون أي صعوبة واضحة.